# Junkers T 27
Das Flugzeug Junkers T 27 war eine Junkers T 26 mit einem 96-kW-Clerget-Umlaufmotor französischer Fertigung. Nach dem Ende der Versuche mit diesem Motor wurde der Typ wieder zum T-26-Standardmotor zurückgerüstet. Eine Zulassung gab es nicht.
Die T 27 war das letzte Modell einer erfolglosen Reihe von Hochdeckern von Junkers.

## Technische Daten
| Kenngröße             | Daten                                        |
| --------------------- | -------------------------------------------- |
| Länge                 | 7,54 m                                       |
| Spannweite            | 13,15 m                                      |
| Höhe                  | 2,72 m                                       |
| Flügelfläche          | 21,50 m²                                     |
| Flügelstreckung       | 8,0                                          |
| Flächenbelastung      | 34,00 kg/m²                                  |
| Leistungsbelastung    | 12,20 kg/kW                                  |
| Leermasse             | 500 kg                                       |
| Zuladung              | 230 kg                                       |
| max. Startmasse       | 730 kg (Eindecker) 805 kg (Doppeldecker)     |
| Antrieb               | ein Umlaufmotor Clerget mit 96 kW (131 PS)   |
| Höchstgeschwindigkeit | 130 km/h                                     |
| Reisegeschwindigkeit  | 130 km/h (Eindecker) 115 km/h (Doppeldecker) |
| Gipfelhöhe            | 3200 m                                       |